# St. Laurentius (Niederhornbach)

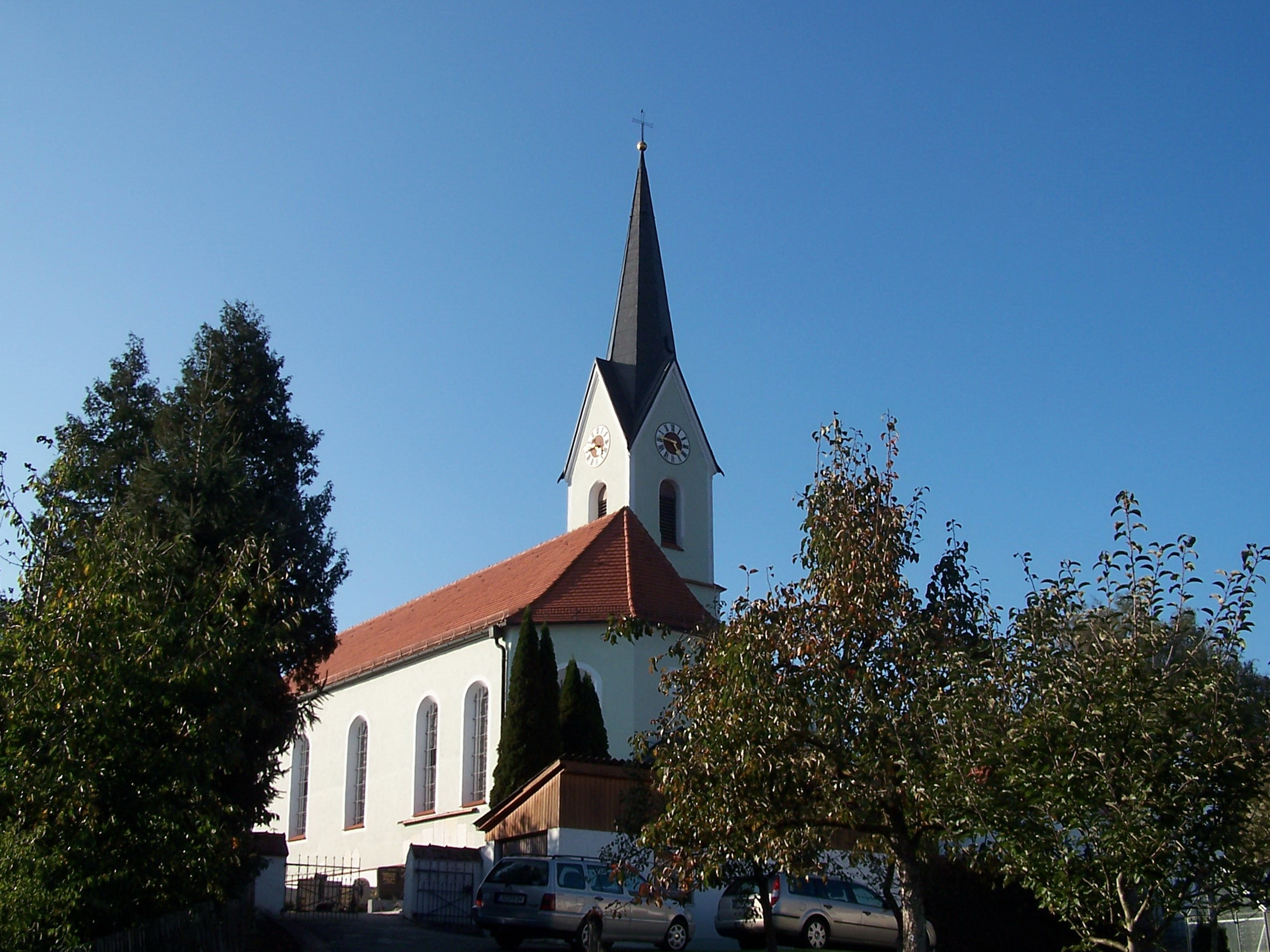
Außenansicht der Pfarrkirche St. Laurentius von Südosten

Die römisch-katholische Pfarrkirche St. Laurentius in Niederhornbach, einem Ortsteil der Marktgemeinde Pfeffenhausen im niederbayerischen Landkreis Landshut, ist eine in den Jahren 1693/94 erbaute barocke Saalkirche, die als Baudenkmal mit der Nummer D-2-74-172-45 beim Bayerischen Landesamt für Denkmalpflege eingetragen ist. Die dem heiligen Laurentius von Rom (Gedenktag: 10. August) geweihte Pfarrkirche wird von der Pfarrei St. Martin in Pfeffenhausen aus seelsorglich betreut.

## Geschichte
Die Kirchen in Nieder- und Oberhornbach gehörten ursprünglich zum Pfarrsprengel Pfeffenhausen. Auf die Kirchen übte zunächst das Regensburger Domkapitel das Präsentationsrecht aus. Als 1246 die Ritter Heinrich und Eberhard von Hornbach Vögte über die Kirchen werden, ging das Präsentationsrecht an das Kloster Ebersberg über. Am 30. Mai 1253 trennte Bischof Albert von Regensburg Niederhornbach zusammen mit der Filiale Oberhornbach vom Pfarrsprengel Pfeffenhausen ab und erhob es zu einer eigenständigen Pfarrei. Der erste namentlich bekannte Pfarrer war 1437 Peter Mörtsch. Das Präsentationsrecht auf die Pfarrei übten bis 1633 die Hofmarksherren von Hornbach aus, nach deren Aussterben das Jesuitenkolleg München und von 1773 bis 1803 der Malteserorden.
Beim Bau der heutigen Pfarrkirche in den Jahren 1693/94 wurden im Mauerwerk große Teile des mittelalterlichen Vorgängerbaus wiederverwendet. So wurden bei der letzten Innenrenovierung im Chor ein zugesetztes Spitzbogenfenster und Reste von Wandmalereien entdeckt. Auch der dreiseitige Chorschluss und die spätmittelalterlichen Lampennischen in den Langhausmauern verweisen auf die Übernahme eines älteren Grundrisses. Man geht heute davon aus, dass lediglich eine bereits bestehende Kirche, die im Dreißigjährigen Krieg beschädigt wurde, umgebaut wurde. Die neue Kirche wurde 1696 geweiht.
Im Jahr 1906 wurde eine Renovierung durchgeführt. In den Jahren 1992/93 wurde der Altarraum im Sinne des Zweiten Vatikanischen Konzils neu gestaltet. Von 1995 bis 1997 wurde zum bisher letzten Mal eine Außenrenovierung vorgenommen. 2012 erfolgte eine aufwändige Innenrenovierung.

## Architektur

### Außenbau
Der einschiffige, sattelgedeckte Anlage mit nicht eingezogenem Chor umfasst fünf Joche und einen Chorschluss in drei Seiten des Achtecks. Drei Joche werden dem Schiff, zwei dem Chor zugerechnet. Der hellgrün getünchte Außenbau ist bis auf weiße Lisenen und korbbogige Fensteröffnungen weitgehend ungegliedert. An der Nordseite des Chores ist die zweigeschossige Sakristei angebaut, daran anstoßend am östlichen Langhausjoch der 32,30 Meter hohe, dreigeschossige Turm. Dieser erhebt sich über quadratischem Grundriss und wird von einem Spitzhelm über vier Dreiecksgiebeln bekrönt. Dieser wurde erst um 1875 im Zuge des Historismus und der Rückbesinnung auf die mittelalterliche Bautradition aufgesetzt. Der Vorgängerturm war um ein Geschoss höher und besaß einen oktogonalen Aufsatz sowie eine mit Holzschindeln gedeckte Zwiebelkuppel. Auf dem Westseite des Langhauses birgt eine Vorhalle das einzige Kirchenportal.

### Innenraum
Der Altarraum wird von einem Tonnengewölbe mit Stichkappen, das Langhaus von einem Kreuzgewölbe mit Gurtbögen überspannt. Die Stichkappen bzw. Gurtbögen ruhen jeweils auf kurzen Gesimsstücken. Unterhalb davon sind die Wände mit Stuckaturen im Stile des frühen Rokoko verziert. Der wie die Fensteröffnungen korbbogige Chorbogen ist mit Pilastern besetzt. Über dem Chorbogenscheitel befindet sich eine Spätrokokokartusche. Ein geschweifter Stuckrahmen am Chorgewölbe fasst ein neueres Deckengemälde ein.

## Ausstattung

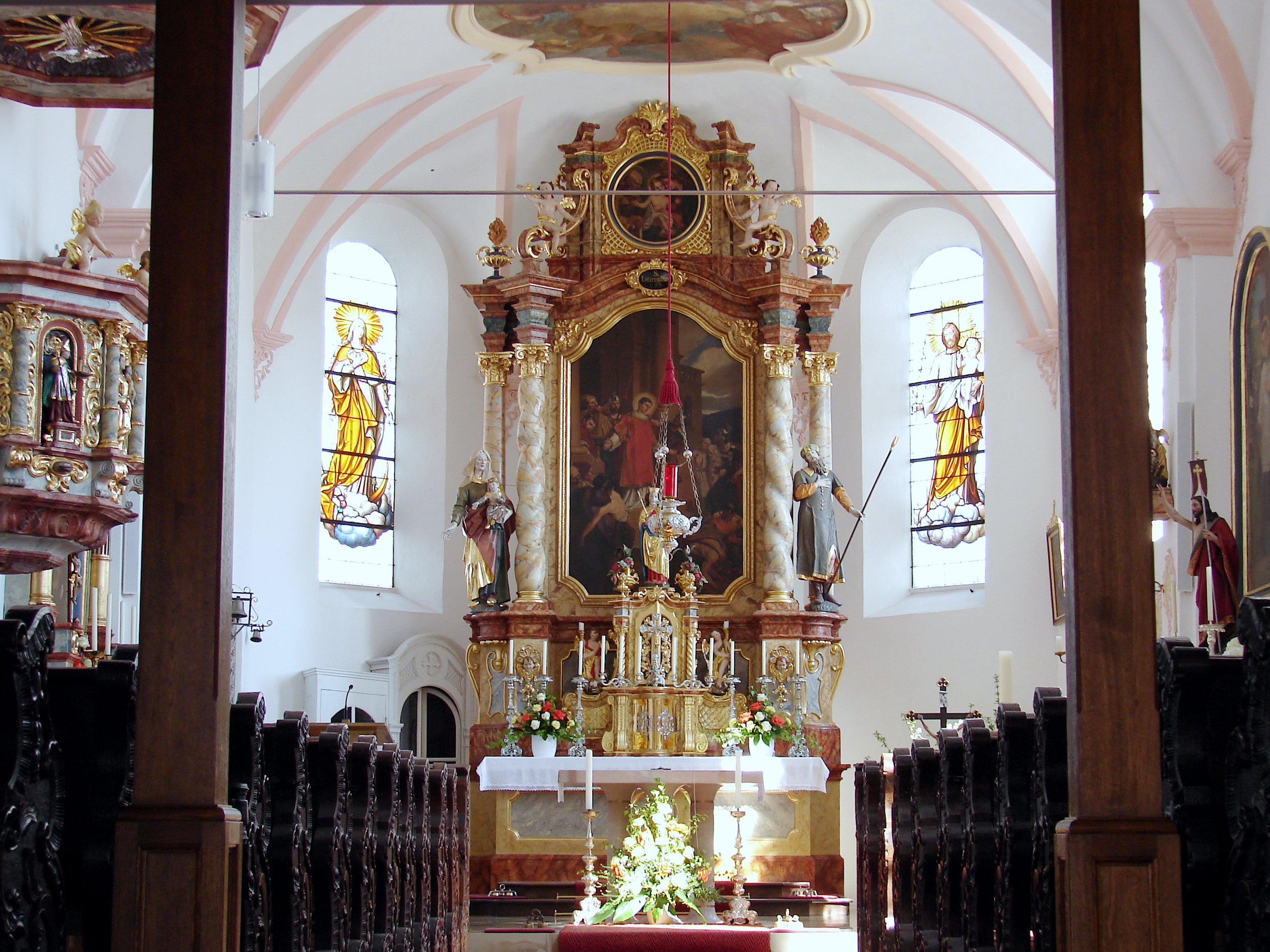
Innenansicht

Die auf den ersten Blick einheitliche Barockausstattung ist in verschiedenen Etappen entstanden.

### Kanzel
Von der hochbarocken ersten Ausstattung aus dem Jahr 1694 ist nur die Kanzel erhalten. Den polygonalen, von gewundenen Ecksäulchen gegliederten Korpus zieren fünf Holzfiguren: in der Mitte des Gottesmutter Maria, flankiert von den heiligen Bischöfen Emmeram, Wolfgang, Ulrich und Rupert. Auf dem ebenfalls polygonalen Schalldeckel befindet sich eine spätgotische Figur des Apostels Paulus aus der Zeit um 1500. Dieser hält in der linken Hand das Buch, in der rechten das Schwert. Der Treppenaufgang zur Kanzel befindet sich im Turm.

### Altäre
Die ebenfalls von 1694 stammenden Seitenaltäre wurden bei Renovierungsmaßnahmen im Jahr 1968 entfernt. In der Kirche verblieben die Altarblätter: links der Tod des heiligen Josef, rechts der heilige Aloisius von Gonzaga.
Der Hochaltar wurde im Jahr 1906 im Stile des Neobarock geschaffen. Der Aufbau wird von vier Säulen getragen, deren inneres Paar gewunden ist. Das Hauptbild zeigt den Kirchenpatron Laurentius auf dem Weg zu seinem Martyrium. Das Auszugsbild stellt die Heilige Familie dar. Beide Bilder wurden Georg Halter aus Regensburg gemalt. Die Seitenfiguren St. Anna (links) und St. Joachim (rechts) stammen noch vom Vorgängeraltar und wurden 1767 von dem Rottenburger Bildhauer Felix Pämmer geschaffen. Auf dem vergoldeten Tabernakel steht eine spätgotische Marienfigur aus der Zeit um 1470/80.
Die zeitgenössische Ausstattung des Altarraumes – bestehend aus Volksaltar, Ambo, Taufstein, Vortragekreuz, Osterleuchter und Kredenz – wurde in den 1990er Jahren von dem Bildhauer Friedrich Koller aus Laufen an der Salzach geschaffen.

### Übrige Ausstattung
An der Nordwand des Chorraums, genau unterhalb des Oratoriums der Hornbacher Hofmarksherren (das im oberen Geschoss der Sakristei untergebracht ist), sowie an der Südwand des Langhauses befinden sich zwei Kreuzigungsgruppen, die jeweils Mitte des 18. Jahrhunderts geschaffen wurden. Erstere umfasst neben dem Kreuz Christi und den figürlichen Darstellungen von Maria und dem „Lieblingsjünger“ Johannes zwei weitere Kreuze der mit Jesus hingerichteten Verbrecher. Im Langhaus hat sich außerdem eine kleine spätgotische Figur des Kirchenpatrons Laurentius erhalten, ein vollplastische Darstellung aus der Zeit um 1520/30. Diese stammt möglicherweise noch von der Ausstattung des Vorgängerbaus.
Das Kirchengestühl im Langhaus wurde im Jahr 1757 von dem Pfeffenhausener Schreiner Lorenz Gründl angefertigt und ist sehr gut erhalten. Die Stuhlwangen sind reich mit Akanthusrankwerk und Rocaillen verziert. Die gerade Emporenbrüstung ist mit 13 Bildfeldern verziert, welche die Jesus (in der Mitte) und die zwölf Apostel zeigen. Unter der Empore befinden sich zwei Rokokogemälde in aufwändig geschnitzten Rahmen mit Tuchdraperien. Diese wurden von Johann Evangelist Hölzl aus Ingolstadt geschaffen und zeigen eine Herz-Jesu-Darstellung sowie eine Mater Dolorosa.

### Orgel

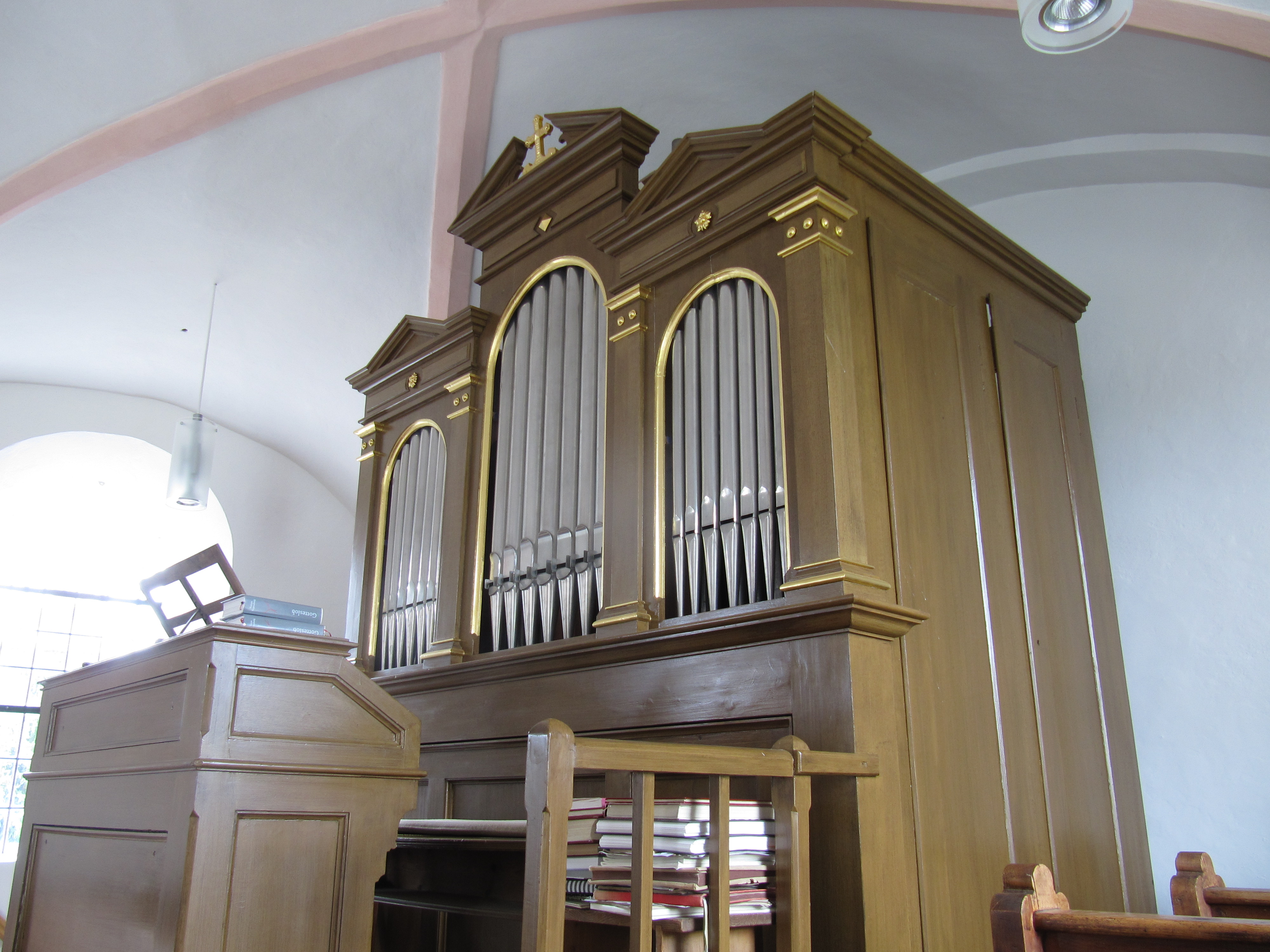
Siemann-Orgel

Die Orgel wurde im Jahr 1893 von der Firma Binder und Siemann aus Regensburg geliefert und 1983 von Georg Jann aus Allkofen bei Laberweinting restauriert und präsentiert sich in einem ausgezeichneten Zustand. Das Kegelladeninstrument mit mechanischer Spiel- und Registertraktur umfasst sieben Register auf einem Manual und Pedal. Der Prospekt ist im Stile der Neorenaissance gehalten, der Spieltisch ist freistehend ausgeführt. Die Disposition lautet wie folgt:
| I Manual C–f3 |            |       |
| 1.            | Principal  | 8′    |
| 2.            | Gamba      | 8′    |
| 3.            | Salicional | 8′    |
| 4.            | Gedackt    | 8′    |
| 5.            | Octav      | 4′    |
| 6.            | Mixtur III | 2 ⁄3′ |

| Pedal CDEFGA–d1 |        |     |
| 7.              | Subbaß | 16′ |

- Koppeln: I/P

## Sonstiges
An der Pfarrkirche Niederhornbach besteht seit 1728 eine Bruderschaft zu Ehren des heiligen Josef, deren Hauptanliegen das Gebet um eine gute Sterbestunde ist. Das Titularfest mit Abgabe des Bruderschaftsopfers wird am Gedenktag des heiligen Josef, dem 19. März, gefeiert, das Hauptfest mit Aufnahme der Neumitglieder am vierten Sonntag der Osterzeit. Allen Mitgliedern der Hornbacher Bruderschaft wird durch einen Gnadenbrief des Papstes Leo XII. vom 13. März 1827 ein vollkommener Ablass gewährt.